# Val-Alain
Val-Alain è un comune del Canada, situato nella provincia del Québec, nella regione di Chaudière-Appalaches.